# Мордовская мифология
Мордовская мифология — совокупность мифологических представлений групп финно-угорских народностей мокша и эрзя (общее название — мордва). Часть общей финно-угорской мифологии. В составе мордовских верований различаются архаический пласт (культ женских божеств, культ предков), переплетающийся с влиянием других религиозных традиций — иранских, исламских, народно-христианских.

## Формирование религиозных взглядов
В «Записках о Московии», изданных в 1549 году австрийским дипломатом Сигизмундом фон Герберштейном, отмечается:

К востоку и югу от реки Мокши тянутся огромные леса, в которых обитает народ мордва, имеющий особый язык и подчиняющийся государю московскому. По одним сведениям, они идолопоклонники, по другим, — магометане.
Оригинальный текст (лат.)A Moscha fluvio Orientem & Meridiem versus, ingentes occurrunt sylvae, quas Mordvua populi, qui proprio idiomate utuntur, ac Principi Moscovuiae subiecti sunt, inhabitant. Eos quidam idololatras, alii Mahometanos esse volunt.

Массовое крещение мордовского народа завершилось к середине XVIII века, и с этого времени мордва стала считаться народом, исповедующим религию Христа. Фактически же христианство этих народов представляло собой сравнительно поверхностное, в значительной мере формальное наслоение над глубоко укоренившимися древними самобытными верованиями и обрядами. В 1715 году Джон Перри, корабельный мастер, работавший в России по приглашению Петра I, в своём «Повествовании о России, в особенности касательно замечательных дел нынешнего Царя», написал:

«…не только Самоеды и Татары, живущие на границах Царских владений <…>, отказываются от Христианской Веры в том виде, в каком представляется она им у Русских, но и Мордва и Меря, также Черемышские Татаре (Cheremiss Tartars) по сю сторону Волги, покоренные за 140 лет тому назад, проживающие в деревнях, находящиеся в постоянных сношениях с Русскими и под непосредственным управлением Царя, также положительно отказываются от принятия Христианской Веры, хотя им многократно предложены были значительные выгоды и преимущества, если они перекрестятся в Русскую Веру, несмотря на то, что им приходится ежедневно терпеть со стороны Русских оскорбления и обиды за то, что они упорствуют в своем отказе. <…> Я часто пользовался случаем разговаривать с ними об их Bepе, и они говорили мне, что употребление икон между Русскими пугает их при мысли о принятии этой Веры. Так как Бог один, то люди не могут его изображать, или описывать, и они, поднимая глаза к небу, говорят, что там обитает Тот, которого они боятся, и который останавливает их от злого дела; они страшатся переменив свою Bepy, лишиться его благословения.»
В послеперестроечный период началась новая волна интереса мордовского населения к национальным корням; в числе прочего в 2000-е годы наблюдается возрождение мордовского язычества, что вызвало определённую обеспокоенность христианских миссионеров.

## Сотворение и устройство мира
Первоначальное состояние мира — мировой океан (Иневедь). Ныряя в образе утки, верховный бог достает со дна океана землю (Мастор). В вариантах мифа Бог заставляет нырять черта (Шайтан). У эрзя появляется образ громового бога Пурьгине-паза.
Распространено представление о трёх мирах. Три мира соединены мистической берёзой (Келу).
По представлениям мордвы, в «стародавний век», «древнейшее время» (эрз. кезэ-рень пиньге, мокш. кезоронь пинге) на земле обитали люди-птицы, люди-кони, люди-рыбы, люди-медведи, люди-пчелы; они-то и явились зооантропоморфными предками некоторых человеческих родов. Древняя мордва верила в зооморфных предков. Частый сюжет — это женитьба девушки на медведе, который живёт в глубине леса в особой медвежьей стране. Другими сакральными животными были лебеди и рыбы.
У мокши человек был сотворён из дерева, а у эрзя — из глины или земли.

## Пантеон богов
Имеется представление и о верховном боге Шкай (у мокши) или Нишке (у эрзя), причем Нишке мыслится сыном бога солнца Чипаза.
Мордовское слово для обозначения божества (эрз. паз, мокш. павас), как и праслав. *bogъ, заимствовано из индоиранского *bhaga «наделяющий долей» (авест. baγa- «бог») в эпоху активных контактов со степным населением.
Большую роль в мифологии играют женские божества (ава — «мать, женщина»):
- Вирь-ава — «мать леса»
- Варма-ава — «мать ветра»
- Норов-ава (Паксява) — «мать поля»
- Тол-ава — «мать огня»
- Ведь-ава — «мать воды»
- Комля-ава — «мать хмеля»